# Veronika Juhász
Veronika Juhász es una deportista húngara que compitió en esgrima en silla de ruedas. Ganó una medalla de plata en los Juegos Paralímpicos de Londres 2012 en la prueba de espada por equipos (clase abierta).

## Palmarés internacional
| Juegos Paralímpicos | Juegos Paralímpicos   | Juegos Paralímpicos | Juegos Paralímpicos              |
| Año                 | Lugar                 | Medalla             | Prueba                           |
| ------------------- | --------------------- | ------------------- | -------------------------------- |
| 2012                | Londres (Reino Unido) | Medalla de plata    | Espada por equipos clase abierta |